# چاه‌شور (تفتان)
چاه‌شور، روستایی است از توابع بخش نوک‌آباد شهرستان تفتان در استان سیستان و بلوچستان ایران.

## جمعیت
این روستا در دهستان اسکل‌آباد قرار داشته و براساس سرشماری سال ۱۳۸۵جمعیت آن ۶۲نفر (۱۰خانوار) بوده‌است.